# Église Sant'Angelo de Milan
Église Sant'Angelo (officiellement Santa Maria degli Angeli ) est une église de Milan, appartenant à l'ordre des franciscains.

## Histoire
L'église a été construite au milieu du XVIe siècle par le général espagnol et  gouverneur Milan Ferrante Gonzaga, sur un édifice existant déjà en 1418, en remplacement de celui éponyme, détruit pour la construction des nouveaux murs. La conception a été réalisée par Domenico Giunti. Le petit clocher a été ajouté en 1607, tandis que la façade a été achevée en 1630, dans le style maniériste tardif ou au début du baroque. L'église est l'une des rares de la ville à ne pas avoir été restaurée dans un style "néo-médiéval" au XIXe siècle.

## Description
L'église possède une nef unique avec des chapelles latérales et une voûte en berceau, un transept et un presbytère. Les œuvres d'art comprennent des réalisations de Gaudenzio Ferrari (chapelle Sainte-Catherine, désormais remplacée par une copie ; l'original se trouve dans la pinacothèque de Brera), Antonio Campi (même chapelle), Morazzone (un saint Charles Borromée en Gloire), Simone Peterzano (fresques de la chapelle Saint-Antoine), Ottavio Semino (chapelle de Brasca dans le transept), Camillo Procaccini (fresques du transept et de plusieurs chapelles) et Giulio Cesare Procaccini (une Nativité, dans la sacristie rococo).
L'arc de triomphe présente des fresques avec un Couronnement  de Marie de Stefano Maria Legnani (Legnanino).
Dans le transept se trouve la tombe de la bienheureuse Béatrice Casati, épouse et veuve de Francino Rusca, comte de Locarno. Elle a élevé quatre enfants, trois fils et une fille, dont cette dernière a dédié ce monument à leur mère, membre dévoué des tertiaires franciscains, morte en 1490. Son épitaphe se lit comme suit : « C'est là que réside Beatrice, le joyau de la famille Rusca, qui était mariée au comte Francino. Quand elle est restée veuve, l'ordre franciscain sacré l'a soutenue dans une merveilleuse chasteté sous le voile de vos ailes, et le Troisième ordre lui a fourni un régime de vie tel qu'elle se réjouisse de ceux qui ont été bénis d'en haut  par Dieu ».
Le couvent est un ajout du XXe siècle.

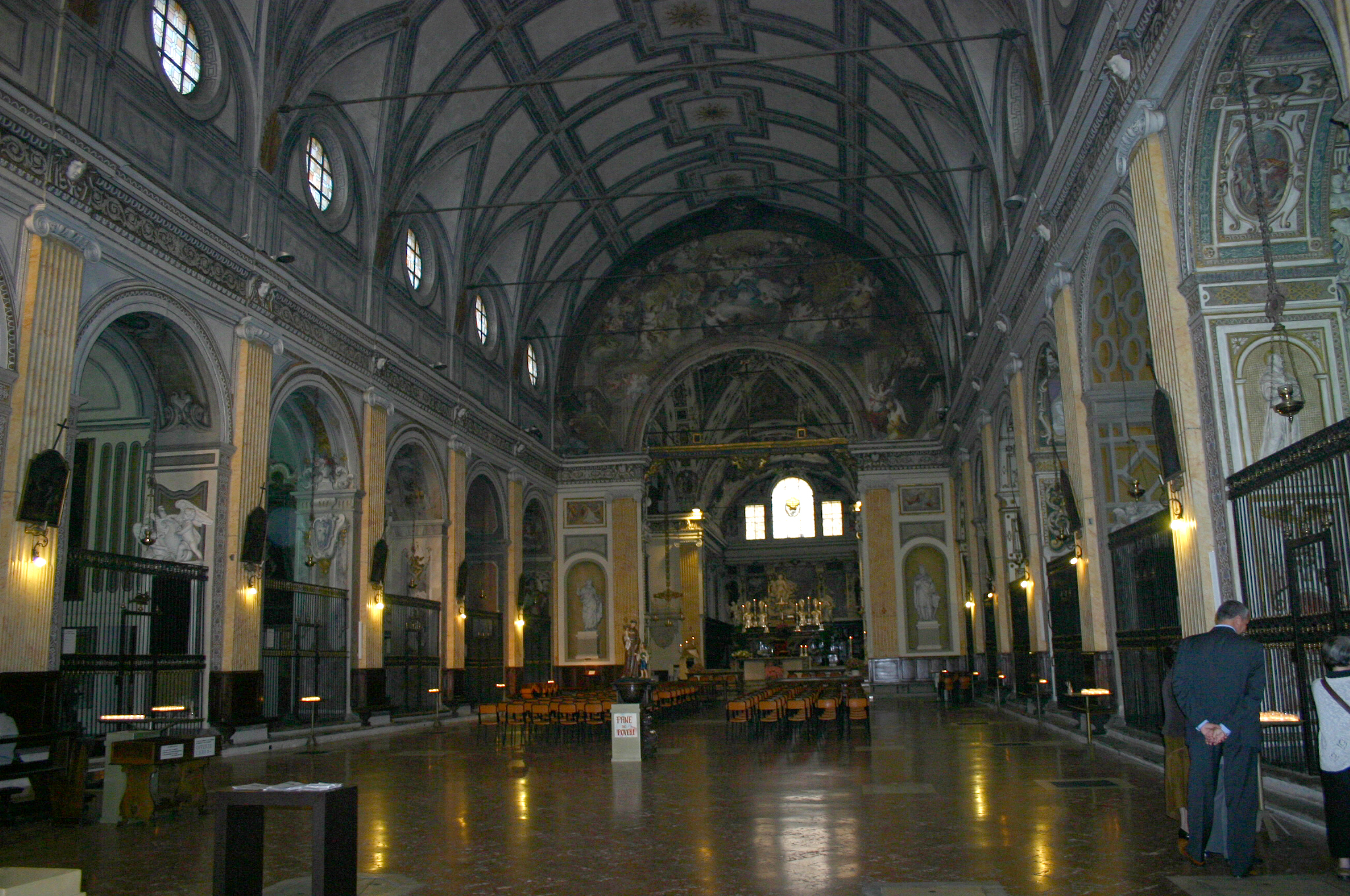
Intérieur